# Пригоди Бріско Каунті-молодшого
«Пригоди Бріско Каунті-молодшого» (англ. The Adventures of Brisco County Jr.) — американський телесеріал.

## Сюжет
На дворі 1893, Дикий Захід. Банда Джона Блая (Біллі Драґо)здійснила напад на поїзд і вбила шерифа Бріско Каунті. Його син, Бріско Каунті-молодший (Брюс Кемпбелл), вирішив помститися за вбивство батька. Бріско Каунті-молодший — випускник  Гарварда і шукач пригод. Окремою сюжетною лінією є стосунки з його помічником - чорношкірим Лордом Боулером (Джуліус Керрі). Як і належить за законами жанру, герої долають шлях від взаємної ненависті до міцної дружби.
Образ головного героя взятий від Індіани Джонса. Серіал в стилі комедійного телевестерна.

## Назва серій
Сезон січня 1993, епізодів: 27
- Епізод 1 Pilot 27 серпня 1993
- Епізод 2 The Orb Scholar 3 вересня 1993
- Епізод 3 No Man's Land 10 вересня 1993
- Епізод 4 Brisco in Jalisco 17 вересня 1993
- Епізод 5 Socrates 'Sister 24 вересня 1993
- Епізод 6 Riverboat 1 жовтня 1993
- Епізод 7 Pirates! 8 жовтня 1993
- Епізод 8 Senior Spirit 15 жовтня 1993
- Епізод 9 Brisco for the Defense 22 жовтня 1993
- Епізод 10 Showdown 29 жовтня 1993
- Епізод 11 Deep in the Heart of Dixie 5 листопада 1993
- Епізод 12 Crystal Hawks 12 листопада 1993
- Епізод 13 Steel Horses 19 листопада 1993
- Епізод 14 Mail Order Brides 10 грудня 1993
- Епізод 15 A.K.A. Kansas 17 грудня 1993
- Епізод 16 Bounty Hunters 'Convention 7 січня 1994
- Епізод 17 Fountain of Youth 14 січня 1994
- Епізод 18 Hard Rock 4 лютого 1994
- Епізод 19 Brooklyn Dodgers 11 лютого 1994
- Епізод 20 Bye Bly 18 лютого 1994
- Епізод 21 Ned Zed 11 березня 1994
- Епізод 22 Stagecoach 1 квітня 1994
- Епізод 23 Wild Card 8 квітня 1994
- Епізод 24 And Baby Makes Three 22 квітня 1994
- Епізод 25 Bad Luck Betty 29 квітня 1994
- Епізод 26 High Treason: Part 1 13 травня 1994
- Епізод 27 High Treason: Part 2 20 травня 1994